# Synagogue Cha'ar HaChamaïm du Caire

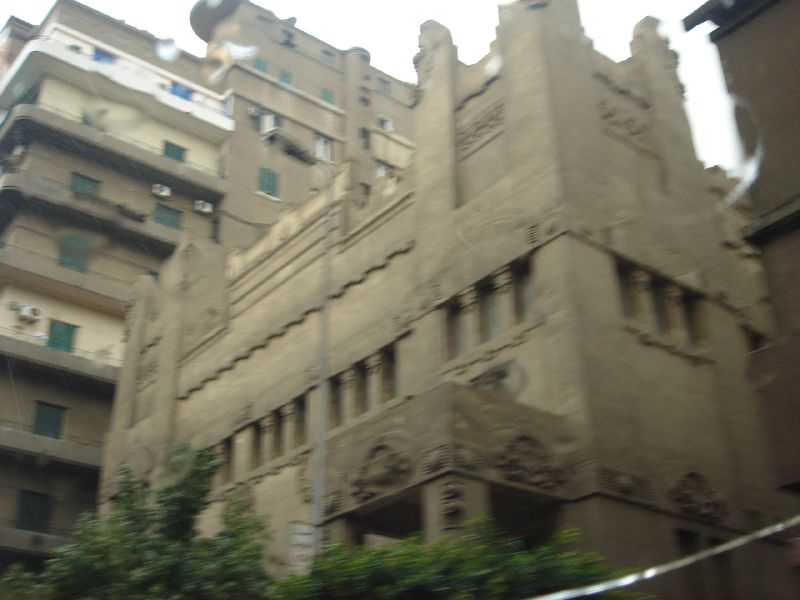
Synagogue Cha'ar HaChamaïm

La synagogue Cha'ar HaChamaïm (en hébreu : בית כנסת שער השמיים, synagogue de la porte du Ciel) est la plus grande synagogue sépharade du Caire, en Égypte.
Construite à partir de 1905 par de riches familles juives de la ville, sa rénovation en 1980 a été financée par la communauté juive sépharade de Genève.
Des manifestations exceptionnelles ont été organisées en novembre 2007 pour célébrer le centenaire de la synagogue. La communauté égyptienne ne compte désormais que moins d'une centaine de juifs.